# Pardosa pseudostrigillata
Pardosa pseudostrigillata är en spindelart som beskrevs av Ezio Tongiorgi 1966. Pardosa pseudostrigillata ingår i släktet Pardosa och familjen vargspindlar. Inga underarter finns listade i Catalogue of Life.